# جام ملت‌های اقیانوسیه ۲۰۰۴
جام ملت‌های اقیانوسیه ۲۰۰۴ هفتمین دوره از مسابقات جام ملت‌های اقیانوسیه بود که توسط کنفدراسیون فوتبال اقیانوسیه برگزار شد. در پایان مسابقات تیم ملی فوتبال استرالیا برای چهارمین بار به مقام قهرمانی رسید.